# Moritz Müller (Maler, 1868)

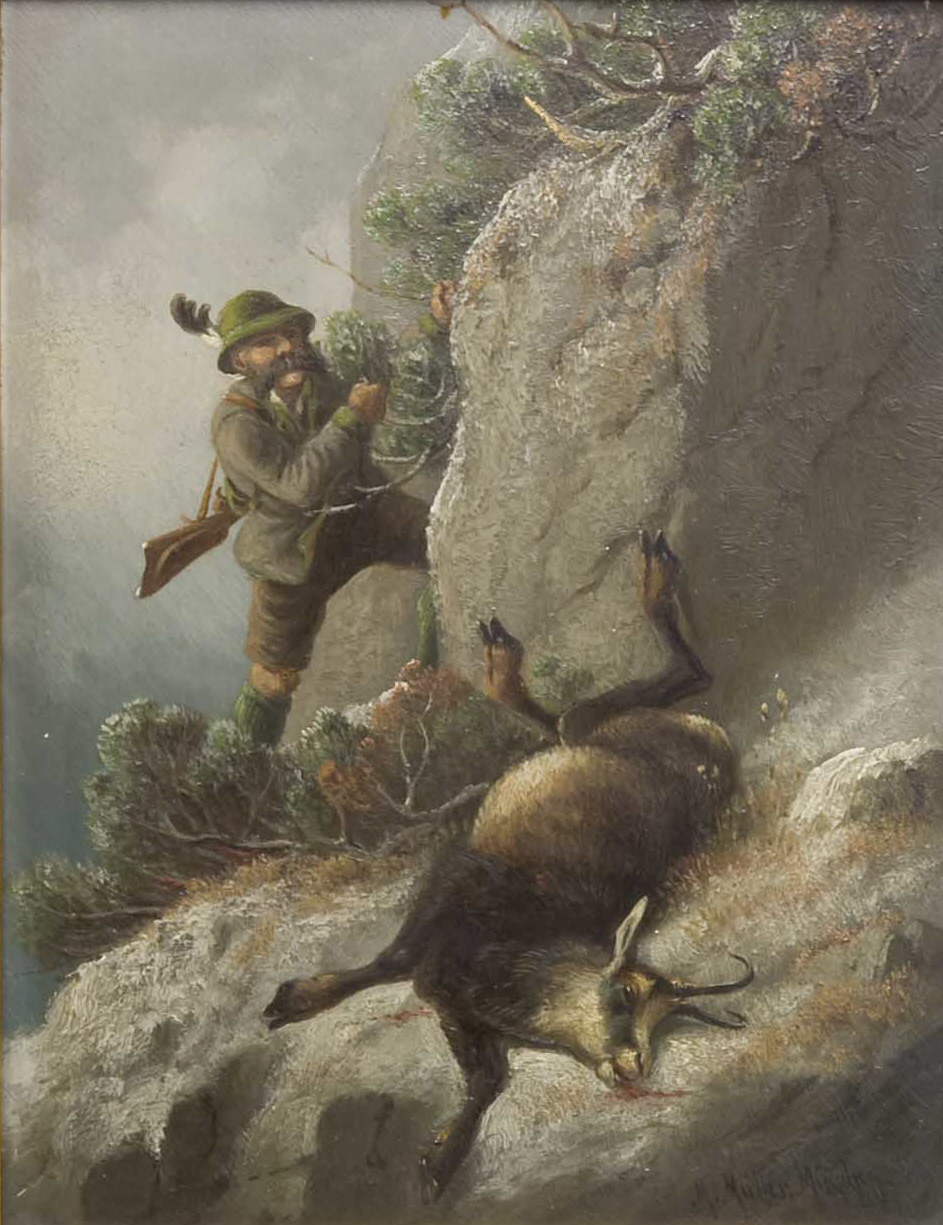
Der Gamsjäger

Moritz Müller der Jüngere (* 28. Oktober 1868 in München; † 17. Dezember 1934 in Lausa) war ein deutscher Wild- und Jagdmaler.
Er war ein Sohn des Malers Moritz Müller der Ältere und ein Enkel von Moritz Müller (Feuermüller).

## Werke (Auswahl)
Müller stellte seine Werke unter anderem in München, Magdeburg, Frankfurt und Berlin aus.
- Hühnerhund vor Fasanen stehend (Lepkes Berliner Kunstauktion, 16. Mai 1893)
- Gemsen durch eine Lavine erschreckt, Rehe in einer Waldlichtung, Verfolgter Hirsch (Lepkes Berliner Kunstauktion, 13. Juni 1893)
- Jagdhund erspäht Auerhähne (Basler Kunstauktion, 11. Dezember 1893)
- Waldbrand. Fliehende Hirsche, einem Gebirgssee zustürmend (Zeitschrift Daheim 1894)
- Rehe und Gefangener Fuchs (Bangels Frankfurter Kunstauktion, 25. Oktober 1894)
- Der Gemsjäger (1920)[1]